# It's Pat
It's Pat is een Amerikaanse komedie uit 1994. De film gaat over het personage Pat, bedacht door Julia Sweeney voor Saturday Night Live, waar de grap draait om het feit dat niemand weet of hij/zij een vrouw of man is.

## Ontvangst
De recensies voor de film waren heel erg slecht en wist alleen 60.822 dollar van zijn budget van 8 miljoen dollar terug te krijgen.
De film was genomineerd voor vijf Razzies maar verloor in alle categorieën van Showgirls.

## Rolverdeling
| Acteur         | Personage      |
| -------------- | -------------- |
| Julia Sweeney  | Pat Riley      |
| Dave Foley     | Chris          |
| Charles Rocket | Kyle Jacobsen  |
| Kathy Griffin  | Herself        |
| Julie Hayden   | Stacy Jacobsen |